# Red Rock (Ontario)
Red Rock to gmina (ang. township) w Kanadzie, w prowincji Ontario, w dystrykcie Thunder Bay.
Powierzchnia Red Rock to 62,93 km².
Według danych spisu powszechnego z roku 2001 Red Rock liczy 1233 mieszkańców (19,59 os./km²).